# Erwin Koeman
Erwin Koeman (Zaandam, 20 settembre 1961) è un allenatore di calcio ed ex calciatore olandese, di ruolo centrocampista, commissario tecnico in seconda della nazionale olandese.

## Biografia
Nato a Zaandam nell'Olanda Settentrionale, suo padre Martin Koeman (1938-2013), suo fratello minore Ronald e suo figlio Len sono stati anch'essi calciatori.

## Carriera

### Giocatore

#### Club
Ha cominciato con il Groningen assieme a suo fratello Ronald, poi nel 1979 è andato al PSV. Dal 1982 al 1985 ha giocato di nuovo al Groningen. Nel 1985 si è trasferito al Mechelen, squadra belga. Con i giallo-rossi ha vinto un campionato e la Coppa delle Coppe 1987-1988. Tornato al PSV nel 1990, ha vinto con i Boeren due campionati (1991 e 1992). Tornato infine al Groningen nel 1994, vi ha chiuso la carriera di calciatore nel 1998.

#### Nazionale
Nel 1988 ha fatto parte della Nazionale olandese che ha vinto gli Europei in Germania Ovest. Inoltre ha partecipato ai Mondiali di Italia '90.

### Allenatore
Terminata la carriera di calciatore, ha intrapreso quella di allenatore, prendendo la guida delle giovanili del PSV. Nell'ottobre 2001 è stato promosso a vice di Eric Gerets, allenatore della prima squadra del PSV. Il 1º luglio 2004 ha allenato l'RKC Waalwijk. Il 1º luglio 2005 si è trasferito ad allenare il Feyenoord. Nel marzo 2006 ha prolungato il contratto con i Kameraden fino al 2009, poi la sua esperienza alla guida del Feyenoord si è interrotta alla fine della stagione. Il 24 aprile 2008 diventa commissario tecnico dell'Ungheria. Il rapporto con la federazione magiara si interrompe il 23 luglio 2010.
Il 30 maggio 2011 viene ingaggiato dall'Utrecht; come vice trova Jan Wouters, suo compagno di Nazionale ai tempi di Euro '88. Il 18 ottobre 2011 si dimette per divergenze con la dirigenza.
Il 19 marzo 2012 passa ad allendare l'Eindhoven nella Eerste Divisie. Il 1º luglio passa al RKC Waalwijk.
Il 16 giugno 2014 è stato nominato vice allenatore del Southampton, dove lavora al fianco di suo fratello, Ronald, per la prima volta. Lo seguirà anche all’Everton. Nell’estate del 2018 diventa vice di Philip Cocu al Fenerbahçe sostituendolo a partire da novembre; a dicembre viene rimpiazzato da Ersun Yanal.
Il 20 febbraio 2019 viene nominato commissario tecnico dell'Oman al posto del connazionale Pim Verbeek, tornando ad allenare una nazionale nove anni dopo l'esperienza con la nazionale ungherese. Supera la prima fase delle qualificazioni al Mondiale 2022 accedendo al terzo turno ma a novembre alla Coppa delle Nazioni del Golfo 2019 esce subito ai gironi venendo così esonerato il 16 dicembre.
Nell'estate del 2021 diventa allenatore del Beitar Gerusalemme in prima divisione israeliana.
Dal 1º gennaio 2023 affianca suo fratello in nazionale come vice-allenatore.

## Palmarès

### Giocatore

#### Club

##### Competizioni nazionali
- Coppa del Belgio: 1

Mechelen: 1986-1987
- Campionato belga: 1

Mechelen: 1988-1989
- Campionato olandese: 2

PSV: 1990-1991, 1991-1992
- Supercoppa dei Paesi Bassi: 1

PSV: 1992

##### Competizioni internazionali
- Coppa delle Coppe: 1

Mechelen: 1987-1988
- Supercoppa UEFA: 1

Mechelen: 1988

#### Nazionale
- Campionato d'Europa: 1

Germania Ovest 1988